# Kaapmuiden
Kaapmuiden is een dorp in de provincie Mpumalanga in Zuid-Afrika. Het dorp is gelegen tussen aan de Krokodilrivier Oost, in de buurt van Nelspruit.